# Prasinocyma periculosa
Prasinocyma periculosa là một loài bướm đêm trong họ Geometridae.